# Pleurotus musae
Pleurotus musae är en svampart som beskrevs av Corner 1981. Pleurotus musae ingår i släktet Pleurotus och familjen musslingar.   Inga underarter finns listade i Catalogue of Life.